# بيل هاغ
بيل هاغ (بالإنجليزية: Bill Hague)‏ هو لاعب كرة قاعدة أمريكي، ولد في 1852 في فيلادلفيا في الولايات المتحدة، وتوفي بنفس المكان في 21 نوفمبر 1898.

## وصلات خارجية
- بيل هاغ على موقعبيزبول رفرنس.كوم (الدوري الرئيسي) (الإنجليزية)